# Untitled (альбом Korn)
Untitled (с англ. — «Безымянный») — восьмой студийный альбом группы Korn, выпущенный в США 31 июля 2007 года на лейбле Virgin Records. Альбом был намеренно выпущен без названия. Как сказал вокалист Korn Джонатан Дэвис, «почему бы не позволить нашим фанатам называть альбом так, как им будет угодно?» Стандартное издание альбома содержит 13 треков, специальное — 14 (включая «Sing Sorrow» в качестве бонусного трека).
Untitled стал вторым студийным альбомом без бывшего гитариста группы Брайана Вэлча, а также вторым студийным диском, написанным и спродюсированным при помощи Аттикуса Росса и The Matrix. Музыка в альбоме стала более атмосферной, тяжелой и временами прогрессивной. Дэвис прокомментировал, что альбом был написан под влиянием The Cure и The Beatles. Также это первый альбом без участия одного из основателей группы ударника Дэвида Сильверии.
Спустя шесть месяцев после выхода диск получил статус золотого в США с продажами свыше 500 000 экземпляров. На 2013 продано около 2 млн копий во всём мире.

## Информация об альбоме
Дэвид Сильверия не участвовал в записи альбома, так как принял решение сделать перерыв в музыкальной деятельности, чтобы восстановить силы, провести побольше времени с семьей и уделить больше внимания своему ресторанному бизнесу. Оставшиеся три члена группы использовали на ударных барабанщиков Терри Боззио (для шести треков) и Брукса Вакермана (Bad Religion, Avenged Sevenfold) и вокалиста группы Джонатана Дэвиса. Также группа пригласила в качестве студийного музыканта для записи восьмого альбома клавишника Зака Бэйрда. Бэйрд ездил в туры с Korn как концертный клавишник, скрывая своё лицо под маской лошади, а позднее под маской, раскрашенной в черно-белое лицо.
27 апреля 2007 года новая песня, названная «I Will Protect You», была размещена в разделе Korn на MySpace. Трек длился приблизительно пять минут и содержал безукоризненно выполненную и технически искусную барабанную партию в проигрыше. Первый сингл из альбома, озаглавленный «Evolution», был представлен публике 16 мая 2007 года на радиостанции в Лос-Анджелесе KROQ с помощью Филди и Манки. 17 мая 2007 года была опубликована статья на сайте MTV, включающая интервью с Манки, в котором он детально рассказал о процессе записи альбома и огласил названия некоторых треков.
28 мая вокалист Джонатан Дэвис выступил на Radio 3FM сразу после своего выступления на фестивале Pinkpop в Нидерландах. Он сообщил, что новый альбом выйдет «без названия». Дэвис добавил: «У нас один из величайших барабанщиков в мире — Терри Боззио, а также Брукс Вакерман из Bad Religion, и я также сыграл партии ударных на некоторых треках. Я очень горд тем, что у нас получилось, и не могу дождаться, когда мы сможем показать людям, что нам удалось сделать».
На обложке альбома нет никакого текста, за исключением логотипа группы (на обложке к специальной версии альбома нет даже логотипа), подразумевая что у альбома нет названия. Вокалист Джонатан Дэвис сказал: «Мы не хотели давать название этому альбому. В нём нет рамок и границ, так почему бы не позволить фанатам назвать альбом так, как они пожелают?»
15 июня 2007 года бас-гитарист группы Филди сообщил норвежскому телеканалу VG TV, что новый альбом «содержит пару песен о том, как Джонатан чуть не погиб, которые очень тяжело звучат, потому что он действительно близко подошёл к краю. Они очень трогательные, вам понравятся».

## Запись альбома
Так как это был первый альбом без Дэвида Сильверии, группа решила прибегнуть к помощи заслуженного барабанщика Терри Боззио, известного по работе с Фрэнком Заппой. С Боззио группа записала бо́льшую часть альбома. Также Korn снова решили работать с продюсером Аврил Лавин The Matrix и Аттикусом Россом.
После успешной записи шести треков с Терри Боззио Зак Бэйрд объявил, что Боззио не будет участвовать с группой в туре Family Values Tour 2007. О причинах ухода Терри известно немного. Манки сказал в одном из интверью, что Боззио навязывался группе и требовал считать его полноценным членом группы, что не нашло одобрения в группе, так как музыканты посчитали это «оскорбительным». Как бы то ни было, Korn решили не брать Боззио в тур. Брукс Вакерман из Bad Religion записал с группой несколько треков, и даже сам Джонатан Дэвис внес свою лепту, хотя не садился за барабанную установку со времен Issues в 1999 году.

## Музыкальный стиль
«Мы всегда хотели атмосферный звук, и на этот раз зашли довольно далеко в этом направлении», — сказал гитарист Джеймс «Манки» Шаффер в интервью Billboard. «До записи этого альбома мы не чувствовали, что готовы пойти на это. В процессе записи желание сделать это становилось всё сильнее. Мы чувствовали, что мы наконец утвердили себя в мире рок-музыки, и хотели сделать новый альбом атмосфернее предыдущих. Он ближе к экспериментальной музыке, чем к популярной». Также он добавил о песнях: «Я не хочу говорить, что они тяжёлые, потому что это выведет остальных участников группы из себя. Это всё ещё звучание Korn, только более атмосферное». Это второй альбом Korn без фирменного скат-пения Джонатана Дэвиса.

### Содержание песен
- «Starting Over» — песня, в которой Джонатан Дэвис выплёскивает свои переживания о тех испытаниях, через которые он прошёл за последние несколько лет: алкоголизм, наркозависимость, почти смертельное заболевание крови. «Альбом начинается с выглядящей очень по-рокерски „Starting Over“, но уже к середине песни гитары затихают и дают дорогу туманному, психоделичному проигрышу, после которого начинаются стихи на фоне клавишных в духе церковного пения госпел»[6].
- «Bitch We Got a Problem» — песня о сложности взаимоотношений людей с расстройством личности. «Это просто клёвая умная песня о сумасшедших сучках и сумасшедших парнях», — сказал Джонатан.
- «Evolution» — охарактеризована Джонатаном как «посвящённая всем глобальным климатическим проблемам». Джонатан сказал: «Это не политическое дерьмо в духе Ала Гора. Я просто задаюсь вопросом „где будут жить мои дети?“» Песня также вышла отдельным синглом.
- «Kiss» — один из любимейших треков в альбоме гитариста Манки. «В композиции задействовано пианино, и это придаёт очень меланхоличное настроение всей песне», — сказал он о данном треке. Журналист Billboard Тодд Мартенс отметил, что песня перекликается со «Strawberry Fields» The Beatles[7].
- «Do What They Say» — журналист Billboard Тодд Мартенс охарактеризовал эту песню как «спортивную, почти танцевальную, с индустриальными нотами». Джонатан Дэвис сказал, что для него это самая любимая песня Korn из когда-либо ими написанных.
- «Ever Be» — первая песня, адресованная Брайану «Хэду» Вэлчу. Первые строки прямо указывают на отвращение, которое испытывает Джонатан: «Ты — инфекция, друг мой, отвратительная до самых корней. Знал ли я это прежде? Я это знал, я это знал». Манки описал песню, как «имеющую эпическую концовку» — как если бы герои фильма «300 спартанцев» написали песню.
- «Love and Luxury» — ещё одна песня о бывшем гитаристе группы «Хэде». В интервью Billboard Дэвис сказал: «Я должен был высказаться, меня очень раздражает, что он выпустил свою книгу и зарабатывает деньги, поливая нас грязью — людей, которые дали ему всё в его жизни и поместили его туда, где он есть. Если ты не хочешь быть в группе — хорошо, но не говори про бывшую группу ничего плохого». Интро к песне отсылает непосредственно к книге Вэлча «Спастись от самого себя» (англ. Save Me From Myself): «I read your little book and, ha ha ha (Я читал твою книжонку и, ха ха ха)»[7].
- «Innocent Bystander» — Дэвис объясняет, что это песня просто о людях, держащихся в стороне, неучастных в действиях, которым просто нравится наблюдать. Как выразился Манки: «содержит „небольшое соло“».
- «Killing» — оригинальное название песни было «Trained Response». Трек содержит более сложный рифф, чем обычно использовала группа. «Это сложный для игры рифф, и если вы попробуете играть его в течение часа, у вас заболят руки», — объяснил Манки. «Джонатан Дэвис писал песню вместе с нами, поэтому он один из ответственных за введение этого риффа, всё потому что ему не было необходимости часами играть этот рифф в конце записи. Сам Дэвис выполнял обязанности второго гитариста, заполняя пустые промежутки».
- «Hushabye» — Шаффер играет на мандолине с эффектом реверберации. В английском языке словом hushabye обозначают колыбельную. Песня о чрезвычайно сильной любви. «В стиле Ромео и Джульетты», — сказал Джонатан.
- «I Will Protect You» — содержит вступление, исполненное Джонатаном на электроволынке и очень прогрессивную среднюю часть с демонстрацией ударной техники Терри Боззио. В песне Джонатан поет о том, что он будет защищать своих детей пока сможет, но ему больно признавать, что когда-нибудь всему придет конец.

## Выход альбома
Альбом вышел 31 июля 2007 года на лейбле EMI/Virgin. За несколько дней до выхода Untitled группа отправилась в турне Family Values Tour 2007, чтобы поддержать свою новую запись.
Специальное издание альбома содержало бонусный DVD с закулисными съёмками, сотни не опубликованных ранее фотографий группы и футболку, которую можно было получить приобретя специальное издание альбома через интернет.

## Реакция критиков
Мнения критиков об альбоме были смешанными. Большинство рецензентов довольно благосклонно приняли альбом, к примеру IGN, The Gauntlet и Billboard. В IGN написали, что «альбом абсолютно целостный от начала и до конца, и повторное прослушивание продолжает открывать новые и интригующие элементы, что свидетельствует о хорошем будущем», а по мнению The Gauntlet, Untitled является наиболее чётким и выраженным альбомом, который когда-либо написала группа. Entertainment Weekly также одобрили альбом, написав, что это «лучший альбом со времен Issues 1999 года».
С другой стороны, критик AllMusic Стивен Томас Эрлевайн заметил, что у группы «кризис среднего возраста» и что альбом «не выведет их из этого кризиса». В Rolling Stone заявили, что Korn звучат «ранеными и слабеющими». Sputnik Music и PopMatters остались такого же мнения, написав, что альбом вышел «усталым, слабым и устарелым… едва двигающимся вперед, вместо того чтобы быть честной музыкой».
Итоговый результат на сайте Metacritic составил 51 балл, со средним баллом рецензий пользователей 7,2 из 10.

## Список композиций
1. «Intro» — 1:57
2. «Starting Over» — 4:02
3. «Bitch We Got a Problem» — 3:22
4. «Evolution» — 3:37
5. «Hold On» — 3:05
6. «Kiss» — 4:09
7. «Do What They Say» — 4:17
8. «Ever Be» — 4:48
9. «Love and Luxury» — 3:00
10. «Innocent Bystander» — 3:28
11. «Killing» — 3:36
12. «Hushabye» — 3:52
13. «I Will Protect You» — 5:29

### Дополнительные треки
1. «Sing Sorrow» (бонусный трек в специальном издании) — 4:33
2. «Overture or Obituary» (только в издании iTunes/UAE) — 3:00
3. «Once Upon a Time» (альтернативная версия «Sing Sorrow»; выпущена фан клубом) — 4:33
4. «Evolution (Дэйв Гарсия + ремикс Моргана Пейджа)» (бонусный трек в японском издании альбома) — 6:36
5. «Haze» (песня к одноимённой игре, появилась на более поздних изданиях) — 2:48

### Бонусный DVD
1. Документальные съемки — 48:13
2. Слайдшоу — 3:39
  - Песня, играющая на заднем плане во время слайдшоу — «Evolution»

### Специальное коробочное издание, содержимое второго диска
1. «Sing Sorrow» — 4:33
2. «Overture or Obituary» — 3:00
3. «Evolution (видео)» — 3:40
4. «Hold On (видео)» — 3:08
5. Документальные съемки — 48:13
6. Слайдшоу — 3:39

## Позиции в чартах
| Чарт (2007)                     | Позиция |
| ------------------------------- | ------- |
| Australian Albums Chart         | 11      |
| Austrian Albums Chart           | 3       |
| Belgian Albums Chart (Flanders) | 28      |
| Belgian Albums Chart (Wallonia) | 17      |
| Canadian Albums Chart           | 5       |
| Danish Albums Chart             | 20      |
| Dutch Albums Chart              | 32      |
| Finnish Albums Chart            | 2       |
| French Albums Chart             | 8       |
| German Albums Chart             | 3       |
| Irish Albums Chart              | 31      |
| Italian Albums Chart            | 19      |
| Mexican Albums Chart            | 11      |
| New Zealand Albums Chart        | 3       |
| Norwegian Albums Chart          | 24      |
| Polish Albums Chart             | 23      |
| Spanish Albums Chart            | 55      |
| Swedish Albums Chart            | 17      |
| Swiss Albums Chart              | 9       |
| UK Albums Chart                 | 15      |
| US Billboard 200                | 2       |
| US Billboard Top Rock Albums    | 1       |

| Год  | Песня       | US Alt. | US Main. | US Dance | UK  |
| ---- | ----------- | ------- | -------- | -------- | --- |
| 2007 | «Evolution» | 20      | 4        | 18       | 114 |
| 2007 | «Hold On»   | 35      | 9        | —        | —   |
| 2008 | «Kiss»      | —       | —        | —        | —   |
| 2008 | «Haze»      | —       | —        | —        | —   |

## Участники записи
- Джонатан Дэвис — вокал, гитара («Innocent Bystander» и «Sing Sorrow»), электроволынка («I Will Protect You»), ударные («Love and Luxury», «Bitch We Got a Problem», и дополнительные ударные на треках «Kiss» и «Hushabye»).
- Джеймс «Манки» Шаффер — гитара, семиструнная гитара, восьмиструнная гитара, мандолина, наколенная слайд-гитара
- Реджинальд «Филди» Арвизу — пятиструнная бас-гитара, пятнадцатиструнная бас-гитара
- Терри Боззио — ударные и перкуссия, соавтор песен («I Will Protect You», «Do What They Say», «Ever Be», «Kiss», «Starting Over» и «Killing»)
- Брукс Вакерман — ударные и перкуссия («Evolution», «Hold On», «Hushabye» и «Innocent Bystander»)
- Зак Бэйрд — клавишные, орган, синтезатор, другие инструменты, соавтор песен.
- Аттикус Росс — главный продюсер, микширование («Intro» и «Bitch We Got a Problem»)
- The Matrix — бывший продюсер (прекратили работу очень рано, и весь материал был записан заново)
- Джим Монти — запись
- Фрэнк Флипетти — запись
- Дуг Трантоу — микширование («Intro» и «Bitch We Got a Problem»)
- Терри Дэйт — микширование («Killing», «Hushabye», «I Will Protect You», «Innocent Bystander», «Evolution» и «Do What They Say»)
- Алан Малдер — микширование («Hold On», «Starting Over», «Kiss», «Ever Be» и «Love and Luxury»)
- Стивен Маркуссен — мастеринг
- Стюарт Уитмор — цифровая обработка
- Лео Росс — производственный ассистент
- Джеффри Кватинец — исполнительный продюсер
- Ричард Кирк — обложка альбома